# Harry Godwin
Harry Godwin (9 mai 1901 - 12 août 1985) est un éminent botaniste et écologiste anglais du XXe siècle. Il est considéré comme un scientifique influent des tourbières  qui a inventé l'expression "archives de tourbe" en 1981  . Il a une longue association avec Clare College, Cambridge.

## Jeunesse
Godwin est né dans le Yorkshire et déménage peu de temps après à Long Eaton, Derbyshire. Il obtient une bourse au Clare College de Cambridge en 1918, obtenant son doctorat en 1926. Il  est étroitement impliqué avec Clare College pour le reste de sa vie. C'est à cette époque qu'il se lie d'amitié avec l'écologiste Arthur Tansley qui a une influence importante sur Godwin pendant de nombreuses années.

## Carrière
Au début des années 1930, Harry et sa femme Margaret sont des "botanistes dynamiques" qui, avec l'archéologue Grahame Clark, dirigent un petit groupe de jeunes universitaires à l'Université de Cambridge qui vise à acquérir une compréhension plus profonde de l'environnement des sociétés passées en intégrant connaissances archéologiques avec de nouvelles techniques scientifiques en géologie et en sciences végétales, au lieu de l'étude traditionnelle des archéologues sur les artefacts isolés .
Son travail commence en botanique et en physiologie végétale, et il le poursuit tout au long de sa carrière, devenant finalement professeur de botanique (1960-1967). Cependant, son travail le plus notable est dans le développement de la science de l'écologie, qui est, au début de sa carrière, à ses balbutiements. Il est l'un des premiers représentants de l'étude des successions écologiques  comme dans les zones humides de fen à Wicken Fen dans le Cambridgeshire, où il établit les Godwin Plots qui peuvent encore être vus aujourd'hui. Il est le fondateur et le premier directeur du sous-département de recherche sur le Quaternaire à l'Université de Cambridge en 1948, où il supervise des travaux pionniers sur la nouvelle technique de datation au radiocarbone.
Harry Godwin est un enseignant et un chercheur stimulant. Ses étudiants comprennent de nombreux praticiens célèbres, dont Richard West, Sir Nick Shackleton, Joakim Donner et bien d'autres.